# Maravillas, San Luis Potosí
Maravillas är en ort i Mexiko.   Den ligger i kommunen San Luis Potosí och delstaten San Luis Potosí, i den centrala delen av landet, 400 km nordväst om huvudstaden Mexico City. Maravillas ligger 1 714 meter över havet och antalet invånare är 268.
Terrängen runt Maravillas är platt åt nordost, men åt sydväst är den kuperad. Runt Maravillas är det tätbefolkat, med 591 invånare per kvadratkilometer. Närmaste större samhälle är Ahualulco, 20,0 km sydväst om Maravillas. Omgivningarna runt Maravillas är i huvudsak ett öppet busklandskap.